# Antoniówka (powiat bełchatowski)
Antoniówka – wieś sołecka w Polsce położona w województwie łódzkim, w powiecie bełchatowskim, w zachodniej części gminy Kleszczów nad rzeką Krasówką (lewy dopływ rzeki Widawki). Położona jest 4 km na południowy zachód od Kleszczowa przy drodze powiatowej nr 1500 do Pajęczna przez Sulmierzyce. W 2011 roku liczba mieszkańców we wsi Antoniówka wynosiła 218.
W latach 1975–1998 miejscowość położona była w województwie piotrkowskim.
Sołectwo Antoniówka obejmuje osadę Kocielizna.
Wieś należy do rzymskokatolickiej parafii św. Erazma z dekanatu Sulmierzyce.
We wsi znajduje się budynek gminny, w którym mieści się między innymi dom kultury i siedziba jednostki OSP „Antoniówka”.